# Sangolquí
Sangolqui este un oraș din Ecuador de 71.830 locuitori. Este o suburbie a Quito. Cuprinde următoarele instituții de învățământ: Colegio Liceo del Valle, Colegio Antares, Liceo Naval Quito.
1. ↑   https://www.coursehero.com/file/67137616/rumi%C3%B1ahuidocx/ Lipsește sau este vid: |title= (ajutor)